# 长兴路街道 (郑州市)
长兴路街道，是中华人民共和国河南省郑州市惠济区下辖的一个乡镇级行政单位。

## 行政区划
长兴路街道下辖以下地区：
宏达社区、银河社区、王砦村、老鸦陈村和南阳寨村。